# Hassan Mohamed
Hassan Mohamed Hussain (23 agosto 1962) è un ex calciatore emiratino, di ruolo centrocampista.